# Brown History Month
Brown History Month («Месяц истории Браунов») — девятнадцатая серия первого сезона американского мультсериала «Шоу Кливленда». Премьерный показ состоялся 9 мая 2010 года на канале FOX.

## Сюжет
После того, как Кливленд рано будит свою семью, чтобы праздновать начало месяца чёрной истории, Ралло собирается изобразить президента Обаму на школьном параде объединения, но узнаёт, что эта роль была дана другому ученику. Когда Ралло надеется сыграть роль первого темнокожего президента, он узнаёт, что Обама первый темнокожий президент, и что раньше афроамериканцы были рабами. Ралло объясняет Кливленду, что флаг на доме Лестера символ его расизма. Когда Кливленд начал расспрашивать Лестера, они устраивают расистскую выходку.
Лестер судится с Кливлендом. Судья Дэйв приговаривает обоих, чтобы они сотрудничали на параде объединения. В это время Ралло планирует снять флаг с дома Лестера. Он избегает школы, и пробирается в дом Лестера, но Кендра падает на Ралло. Для застрявших вместе, всё заканчивается, когда сахар в крови Кендры начинает опускаться, она становится более слабой, та говорит, что сдерживалась, чтобы не раздавить Ралло.
На параде, в то время как Лестер и Кливленд начинает драться, мадам Лоинштейн сообщает Донне, что Ралло не было в школе. Донна угоняет парадную платформу и мчится домой, чтобы попытаться определить местонахождение Ралло. Когда Ралло говорит о еде, чтобы отвлечь Кендру, она начинает потеть, и у них появляется идея, что, если она сможет достаточно вспотеть, Ралло сможет быть выскользнуть из-под неё. У Ралло получается, выскользнуть из-под Кендры, и воткнуть ей шприц с немногим количеством сахара. Лестер и Кливленд достаточно счастливы, что все безопасны, и согласилась на перемирие, хотя Кливленд просит, чтобы Лестер снял свой флаг конфедерации. Лестер понятия не имеет, что такое флаг конфедерации и говорит, что это его флаг из «Придурков из Хаззарда» подписанный Роско Колтрейном. Кливленд спрашивает Лестера, знает он, что такое ККК, Лестер говорит, что это означает Кендра Кристел Кринклесак.

## Создание[1]
Автор сценария: Мэтт Мюррей
Режиссёр: Иэм Грэхэм
Композитор: Уолтер Мёрфи
Приглашённые звёзды: Роджер Рис

## Интересные факты
- Премьеру эпизода посмотрели 5 280 000 зрителей. Для сравнения: в тот же вечер на том же канале премьеру «Гриффинов» (Quagmire's Dad) посмотрели 7 222 000 зрителей, «Симпсонов» (Moe Letter Blues) посмотрели 5 660 000 человек, «Американского папаши» (An Incident at Owl Creek (англ.)) — 5 753 000 человек[2].